# Jill Pitkeathley
Jill Elizabeth Pitkeathley, baronne Pitkeathley, (née Bisson ; le 4 janvier 1940) est membre du parti travailliste britannique de la Chambre des lords.

## Biographie
Elle commence sa carrière au Manchester City Council comme agent de garde d'enfants stagiaire en 1961. Elle est alors payée 660 £ par an.
Elle travaille dans le secteur bénévole, en tant que directrice générale de Carers National Association (maintenant renommée Carers UK) pour laquelle elle reçoit un OBE en 1993. Elle est créée pair à vie en tant que baronne Pitkeathley, de Caversham dans le comté royal de Berkshire le 6 octobre 1997. Depuis 1998, elle est présidente de l'un des distributeurs de loteries, le New Opportunities Fund. En 2004, elle est nommée présidente du Service de conseil et de soutien aux tribunaux de l'enfance et de la famille (CAFCASS). Lady Pitkeathley préside également le Bureau de l'organe consultatif de la société civile jusqu'à son abolition en mars 2011.
Lady Pitkeathley est membre fondateur de l'ACEVO, l'Association des chefs d'entreprise des organisations bénévoles. Elle est administratrice de Cumberland Lodge. 
Elle est la mère de Simon Pitkeathley.